# 상장동
상장동(上長洞)은 대한민국 강원특별자치도 태백시의 행정동이다.

## 개요
상장동은 법정동인 황지동의 일부 지역으로 이루어져 있다. 조선시대에는 삼척군 상장성면(상장면) 황지리 지역이었다. 1981년에 태백시가 출범할 때 상장면의 이름을 따서 상장동이라고 동의 이름을 정하여 현재까지 이어지고 있다.

## 법정동
- 황지동 일부 : 77일부, 85일부, 86-243, 244-245일부, 381-618, 621일부, 628-647, 654일부, 655-673, 산58-117, 산138-172, 산173일부, 산174-176일부 번지

## 교육
- 황지초등학교
- 상장초등학교
- 함태중학교
- 황지고등학교
- 강원관광대학